# Публий Корнелий Сципион Азина
Публий Корнелий Сципион Азина (лат. Publius Cornelius Scipio Asina) — римский военачальник и политический деятель из патрицианского рода Корнелиев, консул 221 года до н. э.

## Происхождение
Публий Корнелий принадлежал к знатному и разветвлённому патрицианскому роду Корнелиев. Когномен Сципион античные писатели считали происшедшим от слова посох: «Корнелий, который [своего] тёзку — отца, лишённого зрения, направлял вместо посоха, был прозван Сципионом и передал это имя потомкам». Самого раннего носителя этого когномена звали Публий Корнелий Сципион Малугинский; отсюда делается предположение, что Корнелии Сципионы были ветвью Корнелиев Малугинских.
Публий был сыном Гнея Корнелия Сципиона Азины, консула 260 и 254 годов до н. э. Второй его когномен, Азина, означает «ослица»; согласно Макробию, отец Публия получил такое прозвище, потому что однажды, когда от него требовалось предоставить поручителей, привёл вместо них на форум ослицу, гружёную золотом. Публий был внуком Луция Корнелия Сципиона Барбата, консула 298 года до н. э. Соответственно его дядей был Луций Корнелий Сципион, а двоюродными братьями — Гней Корнелий Сципион Кальв и Публий Корнелий Сципион, командовавший при Требии.

## Биография
Первые упоминания о Публии Корнелии в сохранившихся источниках относятся к 221 году до н. э. Тогда он был консулом совместно с плебеем Марком Минуцием Руфом. Коллеги возглавили армию в войне с пиратствовавшими в Адриатическом море истрийцами, и подчинили этот народ Риму — по всей видимости, ненадолго.